# Banjalučka eparhija
Banjalučka eparhija, eparhija Srpske pravoslavne Crkve koja djeluje na području Bosne i Hercegovine. Sjedište eparhije je u Banjoj Luci. Trenutačni episkop je Jefrem Milutinović (od 1980.).

## Povijest
Banjalučka eparhija obuhvata sjeverozapadni dio Bosne i Hercegovine. Osnovana je 1900. kao banjalučko-bihaćka mitropolija. Osnivanje nove eparhije i izbor novog mitropolita, po tadašnjem pravilu, potvrdio je car Franjo Josip I. Do tog vremena, ovi prostori bili su u sastavu Mitropolije dabrobosanske.

## Ustroj
Eparhija ima pet aktivnih i četiri ugašena manastira, i deset arhijerejskih namjesništava. Glavna duhovna središta eparhije su manastiri Gomionica, Moštanica i Liplje. Manastir Gomionicu s hramom posvećenim Vaznesenju Presvete Bogorodice obnovili su 1595. godine mileševski monasi, koji su poslije osmanske najezde izbjegli u ovaj manastir.

## Vanjske poveznice
- Službene stranice Svetosavske omladinske zajednice Banjalučke eparhije